# Czasownik modalny
Czasownik modalny – czasownik opisujący stosunek mówiącego do treści wypowiedzi lub do danej czynności, wykonywanej lub zaplanowanej. Ten typ czasownika wyraża konieczność, możliwość lub chęć realizacji czynności/stanu; postawę mówiącego wobec realizacji czynności; pewność mówiącego co do prawdziwości zdania. Czasem wyróżnia się trzy funkcje czasowników modalnych (deontyczną, dynamiczną i epistemiczną). 
Czasowniki modalne łączą się z czasownikiem w bezokoliczniku.
W języku polskim tworzy on w obecności bezokolicznika orzeczenie modalne. Orzeczenia modalne tworzyć mogą trzy typy wyrazów:
- czasowniki typu chcieć, musieć, pragnąć, potrafić;
- czasowniki nieosobowe używane w dwóch formach koniugacyjnych: 3. os. lp czasu teraźniejszego oraz 3. os. lp czasu przyszłego, jak: godzi się, należy, wypada;
- leksemy nieodmienne określane niekiedy czasownikami niefleksyjnymi, których używa się w funkcji czasowników, jak: można, trzeba czy nie sposób.

W języku angielskim czasowniki modalne mają charakter czasowników ułomnych; nie tworzą imiesłowów, ani nie występują w postaci bezokoliczników.